# II liga polska w futsalu (2003/2004)
II liga polska w futsalu 2003/2004 - trzecia edycja drugiego poziomu rozgrywek klubowych polskiej ligi futsalu. W lidze wystąpiło 16 zespołów w dwóch grupach, które walczyły systemem "każdy z każdym" o awans do I ligi. Do najwyższej klasy rozgrywkowej awansowały dwa najlepsze zespoły. W walce o dodatkowe miejsca premiujące awansem do I ligi rozegrano baraże, które zakończyły się zwycięstwem drużyn II-ligowych.
| Poziomy ligowe w futsalu w sezonie 2003/2004 | Poziomy ligowe w futsalu w sezonie 2003/2004 | Poziomy ligowe w futsalu w sezonie 2003/2004 | Poziomy ligowe w futsalu w sezonie 2003/2004 |
| Rozgrywki                                    | Poziomy ligowe                               | Liga                                         | Sezon                                        |
| -------------------------------------------- | -------------------------------------------- | -------------------------------------------- | -------------------------------------------- |
| Centralne                                    | I poziom                                     | I Liga                                       | Sezon 2003/2004 (1 grupa)                    |
| Centralne                                    | II poziom                                    | II Liga                                      | Sezon 2003/2004 (2 grupy)                    |
| Regionalne                                   | III poziom                                   |                                              |                                              |

## Tabele

### Grupa Północna
| Lp. | Drużyna                | M  | Z  | R | P  | Bramki | Bramki | +/- | Pkt. | Uwagi           |
| --- | ---------------------- | -- | -- | - | -- | ------ | ------ | --- | ---- | --------------- |
| 1   | Owlex Łódź (b)         | 12 | 11 | 1 | 0  | 92     | 41     | +51 | 34   | Awans           |
| 2   | Kadimex Chocianów      | 12 | 8  | 2 | 2  | 73     | 40     | +33 | 26   | Baraż/Awans     |
| 3   | NPI Szczecin           | 12 | 6  | 0 | 6  | 96     | 68     | +28 | 18   |                 |
| 4   | Selfa Szczecin         | 12 | 5  | 2 | 5  | 48     | 49     | -1  | 17   |                 |
| 5   | Nielba Wągrowiec (b)   | 12 | 5  | 1 | 6  | 66     | 70     | -4  | 16   | Wyc. po sezonie |
| 6   | Polindex Włocławek (b) | 12 | 4  | 0 | 8  | 60     | 73     | -13 | 12   |                 |
| 7   | Asnyk Kalisz (b)       | 12 | 0  | 0 | 12 | 28     | 122    | -94 | 0    | Spadek          |

- Licencję Kadimexu Chocianów na grę w I lidze przejął Wulkan Wrocław.

Źródło 

### Grupa Południowa
| Lp. | Drużyna                         | M  | Z  | R | P  | Bramki | Bramki | +/- | Pkt. | Uwagi           |
| --- | ------------------------------- | -- | -- | - | -- | ------ | ------ | --- | ---- | --------------- |
| 1   | Radan Gliwice                   | 16 | 14 | 1 | 1  | 95     | 45     | +50 | 43   | Awans           |
| 2   | Inpuls Siemianowice Śląskie (s) | 16 | 13 | 2 | 1  | 112    | 55     | +57 | 41   | Baraż/Awans     |
| 3   | FRIB-EX Ruda Śląska             | 16 | 6  | 3 | 7  | 90     | 90     | 0   | 21   | Wyc. po sezonie |
| 4   | WSB Chorzów                     | 16 | 6  | 2 | 8  | 83     | 90     | -7  | 20   |                 |
| 5   | FKR Tychy                       | 16 | 6  | 2 | 8  | 80     | 76     | +4  | 20   |                 |
| 6   | Centrum Nowa Ruda               | 16 | 6  | 1 | 9  | 70     | 104    | -34 | 19   |                 |
| 7   | Strzelec Gorzyczki              | 16 | 5  | 2 | 9  | 78     | 96     | -18 | 17   |                 |
| 8   | Orły Chrzanów                   | 16 | 5  | 2 | 9  | 76     | 97     | -21 | 17   | Wyc. po sezonie |
| 9   | UPOS System Knurów              | 16 | 3  | 1 | 12 | 55     | 86     | -31 | 10   |                 |

- Irex Sosnowiec (s) wycofał się z rozgrywek.
- FC Rotterdam Tychy zmienia nazwę na FKR Tychy.

Źródło 

## Baraże o awans do ekstraklasy
- I para barażowa
  - 28 marca 2004, Skała-Inter Tychy - Kadimex Chocianów 1:5
  - 4 kwietnia 2004, Kadimex Chocianów  - Skała-Inter Tychy 1:3
- II para barażowa
  - 28 marca 2004, Inpuls Siemianowice Śląskie - Cuprum Polkowice 13:3
  - 4 kwietnia 2004, Cuprum Polkowice - Inpuls Siemianowice Śląskie 5:4

Źródło 

## Źródła
- Portal Łączy nas piłka PZPN
- Portal 90.minut.pl